# Charles Montier et Cie

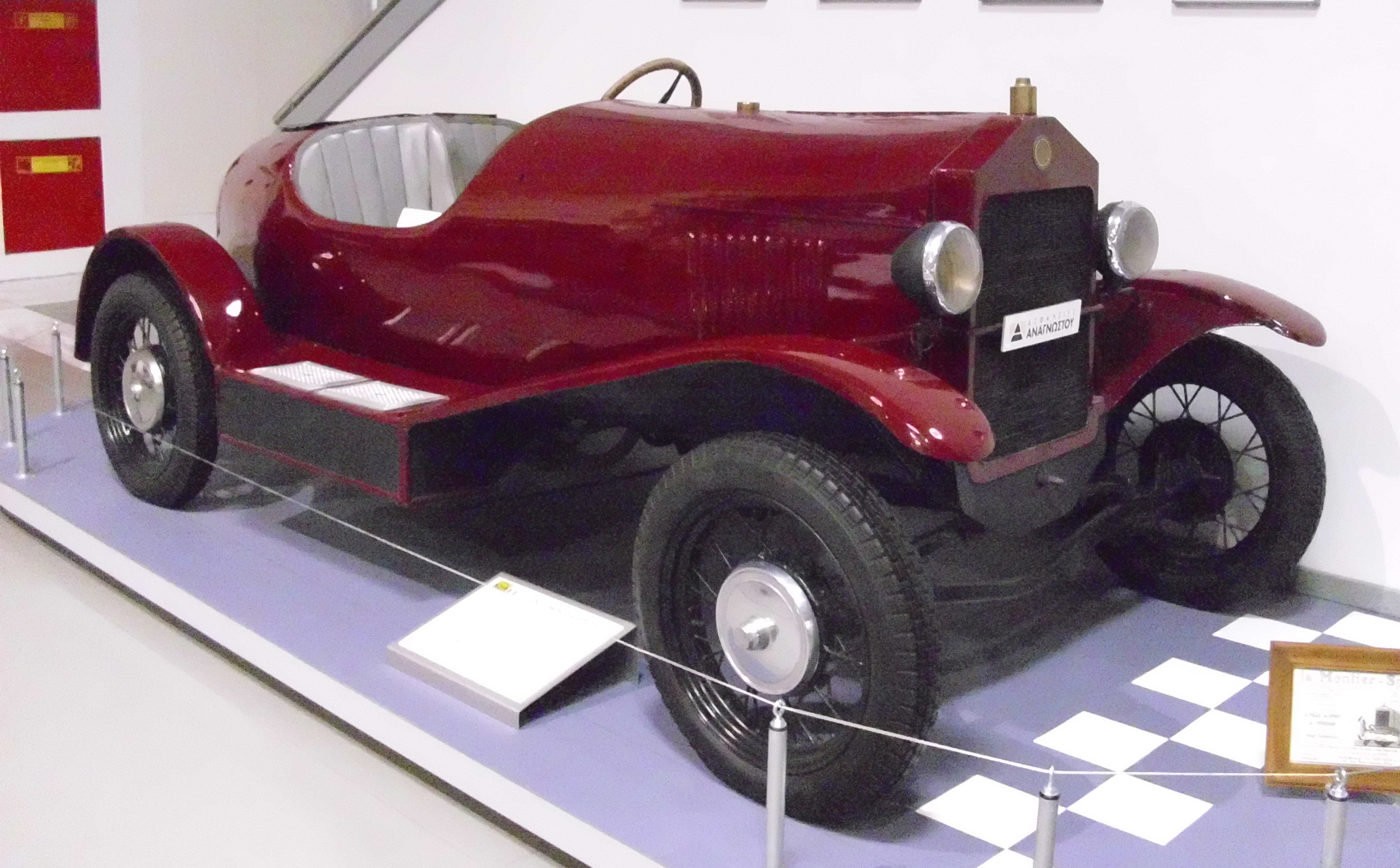
Montier von 1924

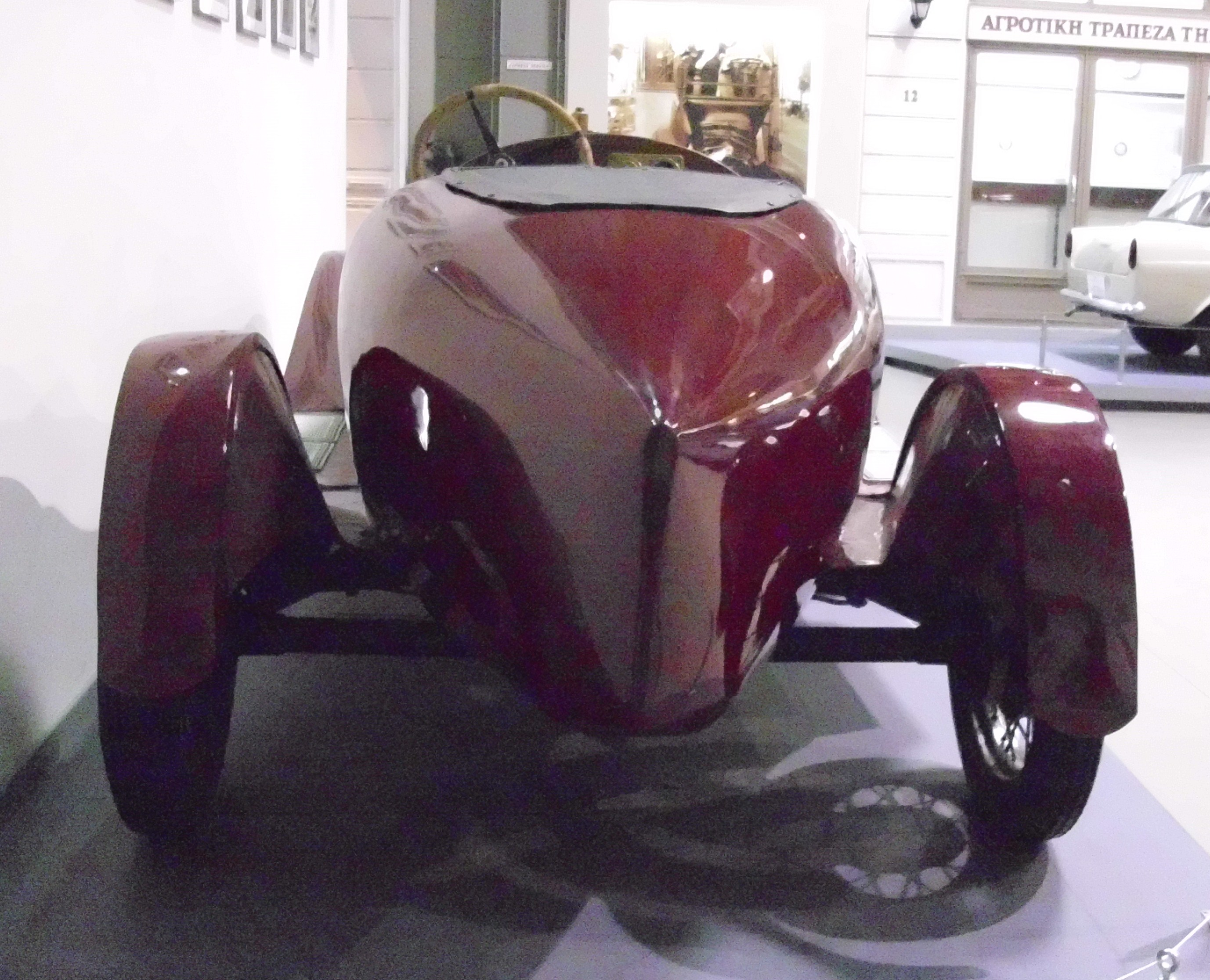
… mit Bootsheck

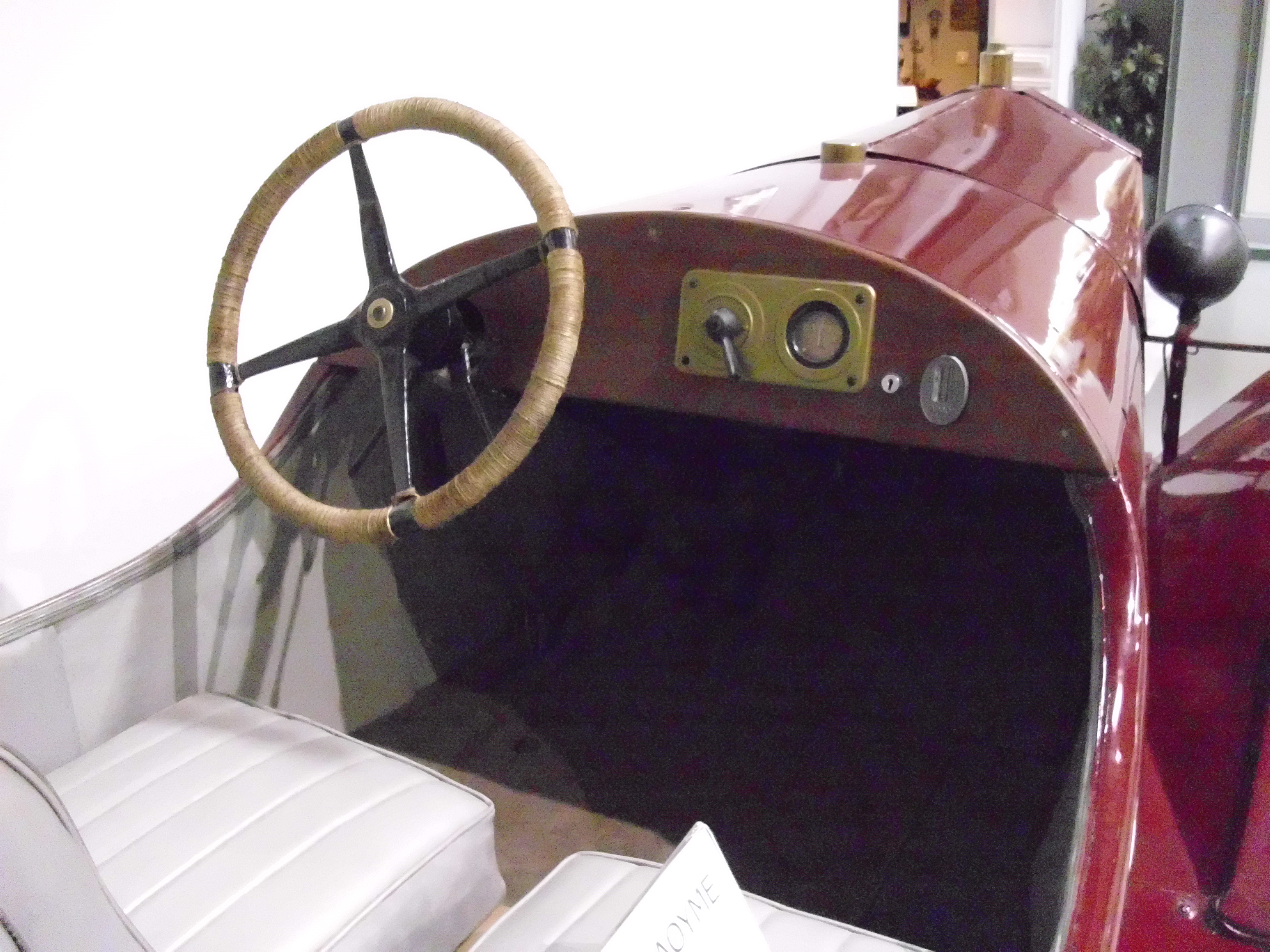
Interieur

Charles Montier et Cie war ein französischer Hersteller von Automobilen.

## Unternehmensgeschichte
Charles Montier aus Paris verkaufte Automobile von Ford. 1912 gründete er das Unternehmen Charles Montier et Cie und begann mit der Produktion von Automobilen. Der Markenname lautete Montier. 1933 endete die Produktion nach mehr als 50 hergestellten Exemplaren.

## Fahrzeuge
Anfangs wurden einige Kleinwagen hergestellt. Ab 1916 wurden Sportwagen und Rennwagen auf Basis des Ford Modell T hergestellt, später auf Basis des Ford Modell A. Zum Einsatz kamen Vierzylindermotoren und Achtzylindermotoren. Die Fahrzeuge wurden auch bei Autorennen wie den 24-Stunden-Rennen von Le Mans eingesetzt.
Ein Fahrzeug dieser Marke ist im Automuseum Collecció d’Automòbils de Salvador Claret in Sils zu besichtigen.